# Pár Pařmenů

„Jeden prsten“ z Pána Prstenů

Pár Pařmenů, oficiálně: Pár Pařmenů: Společenstvo žlutého tentononcu s pěknou básničkou uvnitř, je všeobecně užívaný zkrácený název fantasy parodie na film Pán prstenů: Společenstvo Prstenu. Dílo vytvořila na přelomu let 2003 a 2004 skupina studentů ostravského Matičního gymnázia, která se označovala Banda Trotlů, kompletním předabováním (včetně hudby s využitím různých známých skladeb) originálního filmu.
Výroba filmu zabrala několik měsíců a podle autorů do ní bylo zapojeno 12 lidí. Film měl „premiéru“ v březnu 2003 v jedné z tříd gymnázia. Distribuce probíhala především přes P2P sítě, zejm. Direct Connect.

## Tvůrci a obsazení
Informace o obsazení a tvůrcích vychází z oficiálního plakátu k filmu, který zveřejnila skupina Banda Trotlů na svých stránkách.

### Hlavní dabéři/postavy
- Fritol: Vladimír Blahož
- Šmajdalf: Jan Staňa
- Paragon: Ondřej Svoboda
- Slim, Krimli: Tomáš Lokaj
- Bobromil, Plíšek: Vít Strádal
- Pepin: Libor Veselý

### Scénář
- Ondřej Svoboda
- Vít Strádal
- Vladimír Blahož
- Jan Staňa

### Další postavy
- Prolog: Lenka Šrámková
- Karmen: Lenka Svobodová
- Legoland: Pavel Macháček
- Ariel: Eva Blahožová
- Bimbo: Lukáš Cibor
- Smradupán: Taťka Šmoula
- El Bond: Jan Gromnica

## Děj
Děj filmu (resp. jeho dialogy) se točí převážně okolo „paření“: mladý „Chobot“ Fritol Šourek (parodický odkaz na hlavního hrdinu původního díla Frodo Pytlíka) cestuje se svými přáteli do země Nádor (parodický odkaz na zemi Mordor) na velkou party, organizovanou „Velkým pakošem Saudruhem“ (odkaz na Saurona). Po cestě je ohrožují „vyhulové“ – temné přízraky, které propadly BigBeatu (odkaz na Nazgûly). Humor často staví na ostravském nářečí, když místo jazyků Středozemě jsou využity stylizované moravské a slezské dialekty.
Autoři byli ovlivněni parodiemi Rabit Petra Kotola a Za pár prstenů H. N. Bearda a N. C. Kenneyho v překladu Richarda Podaného.[zdroj⁠?!] I tradice příležitostných parodických předabování různých audiovizuálních děl v Česku existuje, ovšem Pár Pařmenů má patrně největší rozsah i popularitu.[zdroj⁠?!] Již na počátku 90. let kolovala fandomem na VHS verze málo známého animovaného Pána prstenů Ralpha Bakshiho předabovaná skupinou, která si říkala Gothmogovi braši, tu ale Banda Trotlů údajně neznala.[zdroj⁠?!]

## Ukázky
Paragon (odkaz na Aragorna) a Bobromil (odkaz na Boromira) jsou spolu sami ve cvelfím (odkaz na Elfy) lese. Lesem se rozléhá mystická hudba.
- Bobromil: Podle mě je to rituální píseň. Vypráví o rituálním obětování pračky. Pustili ji na cirkulárku. Kolem stáli buddhisti… s dlouhýma trubkama. Nevím, jak se jim říká, ale hráli na ně. Tomu všemu velí čaroděj. Volal všechny duchy z lesa. A… pili vodu z pračky. Podle mě je to strašně kruté, zneužívat pračky. Bestie jedny vodolačné. Byla ještě pod zárukou! … Jednou se pračky vzbouří… a ovládnou celý svět… a my budeme jejich pokorní služebníci.
- Paragon: Nádherná představa. Souhlasím.
- Bobromil: Rozhodl jsem se, že chci být pračkou. Odteďka mi říkej Velký syn Whirlpoolu.

Šmajdalf (Gandalf) a  Smradupán (Saruman) jsou v Sarumanově věži a vedou spolu rozhovor.
- Smradupán: Sehnal jsem takový velký hrací šutr, je tam taký divný obrázek, někdy si se mnou dokonce i chvilku povídá...Možná se mi za chvíli ozve, nechceš si s ním taky pokecat? Je sice z bazaru, ale je to kvalitní vietnamská práce, říká se tomu glbleblgle......Šmajdlafe, viděl jsi někdy Teletubbies?
- Šmajdalf: Jasně, včera.
- Smradupán: Dneska byl skvělý díl, ale LáLá mě pěkně nasrala, urvala Dipseymu anténku.
- Šmajdalf: LáLá je super... Šmoulo.
- Smradupán: Já jsem Šmoulinka.

Slim (Samvěd) se hlásí o účast na největší párty Střevozemě a El Bond (Elrond) poznamenává…
- Slim: Hej! Já umím celkem slušně vařit!
- El Bond: A taky celkem slušně smrdíš… Poznal jsem to, protože všem veverkám pukly hlavy…

Jsme na schůzi odvykání závislosti na drsné hudbě a vybírá se několik dobrovolníků o účast na párty. Paragon (Aragorn) se zvedá a pokleká před Fríťu/Fritola (Frodo Pytlík)…
- Paragon: Doufám, že půjdu taky, protože mám tak sexy hlas… Vrrau! Vezmeš si mě?
- Legoland: Chcete mě?
- Krimli: Půjdu za svědka!

Choboti(Hobiti) a Paragon (Aragorn) jdou lesem do kopce. Paragon (Aragorn) kráčí před Fritolem (Frodo Pytlík) a ten konstatuje…
- Fritol: Kam tak kráčíš?

- Paragon: Nekráčím, normálně jdu.

- Smíšek: Jak víte, že je náš přítel? Mám podezření, že to ani není chobot.
- Fritol: Třeba je to pajzl.
- Slim: Kam to jdeme?
- Paragon: Do Rohlenky na benzínku.
- Slim: Slyšeli jste, jdem na hambáč.
- Fritol: Juchů

## Názvy postav
- Fritol Šourek, Vůdce – Frodo Pytlík
- Šmajdalf Šmejdoplášť – Gandalf Šedý
- Saudruh – Sauron
- Paragon, Účtenka, Chodník, celník – Aragorn, Chodec, hraničář
- Slim (Slimsněd Chrupavka) – Sam (Samvěd Křepelka)
- Plíšek (Plelmír Bramborák) – Smíšek (Smělmír Brandorád)
- Pepin (Pervitin Dal) – Pipin (Peregrin Bral)
- Bobromil – Boromir
- Krimli – Gimli
- Legoland – Legolas
- Carmen – Arwen
- El Bond (odkaz na James Bond) – Elrond
- Ariel (odkaz na Ariel)– Galadriel
- Smradupán – Saruman
- Bimbo Šourek – Bilbo Pytlík
- Chlup – Glum
- Babin Úd (odkaz na Robin Hood) – Haldir
- Bramborg – Balrog
- Romadur – Isildur
- Vyhulové (BigBeaťáci - poslouchají BigBeat) – Nazgûlové
- Barák-dům – Barad-dûr
- Nádor – Mordor
- Střevozem – Středozem
- Rohlenka – Roklinka
- Rómie – Morie
- Krajíc – Kraj
- Kůrka – Hůrka
- Pajzl u Šílené Krávy – Hostinec u Skákavého Poníka
- Choboti – Hobiti
- Cvelfové – Elfové
- Pajzlíci – Trpaslíci
- Vředi – Skřeti